# Niptus abditus
Niptus abditus är en skalbaggsart som beskrevs av Brown 1959. Niptus abditus ingår i släktet Niptus och familjen Ptinidae. Inga underarter finns listade i Catalogue of Life.